# پوسب بنک
پوسب بنک (انگلیسی: POSB Bank) شرکت خدمات مالی و بانکداری سنگاپوری است، که در سال ۱۸۷۷ تأسیس شد.